# Oligodendrogliom
Oligodendrogliom je benigní nádor mozku vycházející z oligodendrocytů. Ve většině případů se manifestuje epileptickými záchvaty. Vyšetření zjistí kalcifikace na RTG. Terapie je chirurgická, co nejradikálnější, adjuvance CHT (prokarbazin, vinkristin), příp. RT. Oproti astrocytomu roste nádor pomaleji. Desetileté přežití je s šancí 10–30 %.